# Les Blank
Pour les articles homonymes, voir Blank.
Les Blank, né à Tampa le 27 novembre 1935 et mort le 7 avril 2013, est un réalisateur américain de documentaires. Il est connu pour ses films sur des musiciens traditionnels américains.

## Biographie
À l'âge de 16 ans, Les Blank intègre la Phillips Academy. Il poursuit ses études à l'université Tulane de La Nouvelle-Orléans où il obtient un baccalauréat universitaire (Bachelor's degree) en anglais. Il décroche une bourse (fellowship) et rejoint brièvement la graduate school de l'université de Californie à Berkeley, mais le visionnage du film Le Septième Sceau (The Seventh Seal) du réalisateur suédois Ingmar Bergman le persuade de devenir cinéaste. Il retourne à l'université Tulane afin d'étudier la dramaturgie, puis suit des études de cinéma à l'université de Californie du Sud,.
Blank commence sa carrière en réalisant des films d'entreprise. En 1965, son premier documentaire musical est consacré au trompettiste Dizzy Gillespie. En 1967, il fonde Flower Film, sa société de production. En 1969, son film sur le guitariste texan Lightnin' Hopkins le fait connaître auprès des cinéastes et des amateurs de musique traditionnelle. Son œuvre est notamment consacrée à la musique Tex-Mex et à la culture Cajun. Le réalisateur s'intéresse à des artistes à l'écart de la culture de masse, comme le guitariste de blues Mance Lipscomb ou le musicien de zydeco Clifton Chenier. En 1976, il monte la société Brazos Films avec Chris Strachwitz, fondateur du label indépendant Arhoolie Records. Son film le plus connu, Burden of Dreams, sorti en 1982, est réalisé sur le tournage de Fitzcarraldo de Werner Herzog. Il reçoit un prix au festival du film de San Francisco et est récompensé par la British Academy of Film and Television Arts (BAFTA). Il est projeté au festival de Cannes et au festival international du documentaire Cinéma du réel, et diffusé à la télévision. En 1995, le festival du film de San Francisco projette plusieurs de ses films, dont cinq longs métrages.
Blank s'intéresse également à la nourriture et aux cuisines régionales. Durant les projections de documentaires comme Always for Pleasure (1978) ou Garlic Is as Good as Ten Mothers (en) (1980), il lui arrive de préparer des ingrédients afin de diffuser des odeurs dans la salle pour accompagner les images. En 2005, plusieurs de ses films sont projetés dans le cadre d'une rétrospective organisée par l'Environmental Film Festival (en) de Washington. Son dernier film, All in This Tea (en), coréalisé avec Gina Leibrecht, est consacré à un importateur de thé. Sorti en 2007, le film a été commencé dix ans plus tôt. En 2012, une rétrospective lui est consacrée par le Berkeley Art Museum and Pacific Film Archive.

## Style et héritage
Durant le tournage de ses films documentaires, Les Blank reste en retrait, pour se faire oublier des protagonistes. Selon son associé Chris Strachwitz, « son approche artistique était de prendre du recul pour laisser les gens vaquer à leurs occupations » (His aesthetic was to just sit calmly back and watch people do what they do). Les Blank est considéré comme un cinéaste ayant la capacité de dévoiler le vrai mode de vie de ses sujets. D'après le critique Édouard Waintrop, le talent du réalisateur « nous permet de nous insinuer dans la folie de ses interlocuteurs ».
Steve Dollar, critique du Wall Street Journal, considère que l'œuvre de Les Blank s'apparente à un travail journalistique. Il le décrit comme « l'un des journalistes américains les plus importants à travailler sans ordinateur portable » (one of America's greatest journalists working without a laptop). Il ne fait pas partie des réalisateurs bien connus du public, mais est apprécié des critiques et de ses collègues. En 2007, durant les délibérations du jury de la MacDowell Colony, le réalisateur et producteur Taylor Hackford déclare aux autres membres que « dans une centaine d'années, il se pourrait que beaucoup de films réalisés par des grands noms de notre époque soient oubliés, alors que ceux de Blank seront vénérés et considérés comme des témoignages emblématiques du passé » (many of the films by the big names may well be forgotten, but Les Blank’s films will be revered as time-capsule classics).

## Récompenses
En 1990, Les Blank remporte le Maya Deren Award (en) de l'American Film Institute. En 2007, la MacDowell Colony lui décerne la médaille Edward MacDowell (en) pour sa contribution à la culture. Il est le premier réalisateur de documentaires à recevoir cette récompense,. En 2011, l'International Documentary Association (IDA) lui décerne un prix pour l'ensemble de sa carrière (IDA Career Achievement Award). En 2013, la ville de Berkeley lui rend hommage en instituant un « Les Blank Day ».

## Filmographie
- 1960 : Running Around Like a Chicken With Its Head Cut Off
- 1960–1985 : Six Short Films of Les Blank
- 1961-1962 : Strike! & And Freedom Came!?
- 1965 : Dizzy Gillespie
- 1967 : Christopher Tree
- 1968 : God Respects Us When We Work, but Loves Us When We Dance
- 1969 : The Arch
- 1969 : The Sun's Gonna Shine
- 1969-1970 : The Blues Accordin' to Lightnin' Hopkins
- 1970 : Chicken Real
- 1971 : Spend It All
- 1971 : A Well Spent Life
- 1973 : Dry Wood
- 1973 : Hot Pepper
- 1974 : A Poem Is a Naked Person
- 1976 : Chulas Fronteras
- 1978 : Always for Pleasure (en)
- 1979 : Del Mero Corazon
- 1979-1980 : Werner Herzog Eats His Shoe (en)
- 1980 : Garlic Is as Good as Ten Mothers (en)
- 1982 : Burden of Dreams
- 1983 : Sprout Wings and Fly
- 1984 : In Heaven There Is No Beer?
- 1985 : Cigarette Blues
- 1985 : Sworn to the Drum : A Tribute to Francisco Aguabella
- 1986 : Huey Lewis and the News : Be-Fore!
- 1987 : Gap-Toothed Women
- 1987 : Ziveli! Medicine for the Heart
- 1988 : A Blank Buffet
- 1988 : Ry Cooder And The Moula Banda Rhythm Aces
- 1989 : The Best of Blank
- 1989 : J'ai été au bal / I Went to the Dance
- 1990 : Yum, Yum, Yum! A Taste of Cajun and Creole Cooking
- 1991 : Innocents Abroad
- 1991 : Julie : Old Time Tales of the Blue Ridge
- 1991 : Marc & Ann
- 1991 : Puamana
- 1994 : The Maestro : King of the Cowboy Artists
- 1994 : My Old Fiddle : A Visit with Tommy Jarrell in the Blue Ridge
- 1994 : Roots of Rhythm
- 2007 : All in This Tea (en) (avec Gina Leibrecht)